# Bulería (álbum)
Bulería es el nombre del segundo álbum de estudio grabado por el cantante español David Bisbal. Fue lanzado al mercado por las empresas discográficas Vale Music, Universal Music Spain e Universal Music Latino el 11 de febrero de 2004.

## Antecedentes y lanzamiento
Tras el lanzamiento de su álbum debut de estudio del artista español Corazón latino (2002). El álbum Bulería estuvo producido nuevamente por el compositor y productor musical colombiano Kike Santander, co-producido por el compositor y productor musical ecuatoriano Daniel Betancourt, José Gaviria, Bernardo Ossa y Milton Salcedo.
Bulería consiguió situarse en los primeros puestos de la lista de ventas en España, alcanzando el número uno en varias ocasiones. En este segundo trabajo discográfico, del que lleva vendidas más de 1 millón de copias en España, David Bisbal se estrena como compositor colaborando en la composición de la letra de dos de los doce temas del álbum. En 2004, fue el disco más vendido en España, recibiendo el Disco de Diamante que acredita la venta de 1 millón de copias. En América, el segundo álbum de David Bisbal se acerca a la cifra de 300 000 discos vendidos, con 4 discos de oro en Venezuela, Colombia, Argentina y Estados Unidos.

En España ...Corazón latino fue certificado como Disco de Diamante, a modo de acreditación de elevadas ventas legales de 1 millón de copias.

La hermosa balada romántica "Esta ausencia" fue el tema principal de la telenovela mexicana de la cadena Televisa, Piel de otoño (2005), bajo la producción de MaPat, Fue protagonizada por René Strickler y Laura Flores.

## Lista de canciones
| N.º | Título                    | Escritor(es)                                                              | Duración |  |
| 1.  | «Bulería»                 | Kike Santander, Gustavo Santander                                         | 4:14     |  |
| 2.  | «Permítame señora»        | Ángel Martínez                                                            | 4:25     |  |
| 3.  | «Oye el boom»             | Kike Santander                                                            | 4:28     |  |
| 4.  | «Esta ausencia»           | Kike Santander                                                            | 4:38     |  |
| 5.  | «Cómo olvidar»            | José Miguel Velásquez, Antonio Rayo                                       | 4:32     |  |
| 6.  | «Me derrumbo» (Crumbling) | Jess Cates, Aarón Benward Adapt: al español: David Bisbal, Felipe Pedroso | 4:09     |  |
| 7.  | «Camina y ven»            | Kike Santander                                                            | 4:22     |  |
| 8.  | «Se acaba»                | Kike Santander, Ricardo Montaner                                          | 3:55     |  |
| 9.  | «Ángel de la noche»       | Kike Santander                                                            | 3:26     |  |
| 10. | «Desnúdate mujer»         | David Bisbal, José Miguel Velásquez                                       | 4:44     |  |
| 11. | «Condenado a tu amor»     | Kike Santander                                                            | 4:29     |  |
| 12. | «Amores del sur»          | Markus Johannes Katier, Gabriel Oré, Sergio Domínguez                     | 3:51     |  |

© MMIV. Universal Music Spain. S.L.

### Temas inéditos
- "No juegues conmigo"  (David Bisbal / Kike Santander) --> Canción que finalmente no entró en el disco "Bulería" siendo añadida posteriormente en uno de los CD de "Premonición live".

## Créditos y personal
- Coordinación de Producción: Sergio Minski

## Posicionamiento en listas
| Gráfico (2004)                    | Posición |
| --------------------------------- | -------- |
| Argentina (CAPIF)                 | 1        |
| España (PROMUSICAE)               | 1        |
| Suiza (Schweizer Hitparade)       | 73       |
| Estados Unidos (Top Latin Albums) | 5        |
| Estados Unidos (Latin Pop Albums) | 3        |